# Duncan Patterson
Duncan Patterson (ur. 5 czerwca 1975 w Liverpoolu) − brytyjski muzyk, kompozytor, wokalista, autor tekstów i multiinstrumentalista, irlandzkiego pochodzenia.
Znany jest przede wszystkim w zespole Anathema, którego był członkiem w latach 1991–1998. Następnie związał się z projektem Antimatter. W 2011 powołał zespół Alternative 4. W styczniu 2021 ogłoszono, że wraz z innym wcześniejszym członkiem Anathemy, Darrenem White’em, utworzył grupę o nazwie Antifear.

## Dyskografia
- Anathema – The Silent Enigma (1995, Peaceville Records)
- Anathema – Eternity (1996, Peaceville Records)
- Anathema – Alternative 4 (1998, Peaceville Records)
- Antimatter – Saviour (2002, The End Records, Prophecy Productions)
- Antimatter – Lights Out (2003, Prophecy Productions)
- Íon – Madre, Protégenos (2006, Equilibrium Music)
- Anathema – Hindsight (2008, Peaceville Records/Kscope Music, gościnnie mandolina)
- The Eternal – Kartika (2008, Firebox Records, gościnnie mandolina)
- Íon – Immaculada (Equilibrium, 2010/Restricted Release 2011)
- Antimatter – Alternative Matter (2010, Prophecy Productions)
- Alternative 4 – The Brink (2011, Prophecy Productions, Avantgarde Music)

### Występy gości
- Phase – In Consequence (2010, BackStage, Insight Out)